# ウクライナ・サイレンアラート
ウクライナ・サイレンアラート （UASA）は、イスラエルの学生Bernard 'Boaz' Moerdlerが開発した電子サイレン警報システムである。このシステムは自治体や都市がウェブサイトに投稿した警報データを利用して、ウクライナのサイレンについて自動的にユーザーに警告を発する。このプログラムはイスラエルの赤色システム（イスラエル国内でサイレンが鳴った場合ユーザーに警告するシステム）をベースとしている。最初にTwitterで開始されたこのシステムは、テレグラム、Facebookチャンネルに拡大していき、SMSとE-mailアラートを含む新ウェブサイトもリリースされた
UASAは2022年3月1日に正式に開設され、ライブストリームを使用してサイレンが鳴った時を検出していた。Moerdlerは後に、バージョン2でこれを改善し、自治体と都市からの情報を利用してアラートを生成した。このプログラムは一部地域で開始されたが、3月末までにウクライナ全土をカバーするほどに急速に拡大した。このプログラムはユーザーにサイレンを警告したり、特定エリアでサイレンが鳴った理由を表示したりするのに役立つアプリケーションとウェブサイトもローンチしている。

## 歴史
プログラムの開発は、2022年のロシアのウクライナ侵攻の始まりと共に始まった。Moerdler は、国内に親戚がいるウクライナのガールフレンドとの会話に触発されてこのプログラムを開発した。「当初、ウクライナ出身のガールフレンドと、ウクライナで利用できるシステムについて話し合った後、このアイディアの調査を始めた。その後、このシステムについて更に調査を行ったところ、それがここイスラエルにあるものと比べてかなり時代遅れであることがわかった」と、Moerdlerはイスラエルのニュースネットワークi24ニュースのインタビューで語った。
プログラムの初版は、ウクライナ全土の特定地域のライブストリームを聞き、音声データを使ってサイレンを検出した。サイレンを検出すると、プログラムは、動作しているプラットフォームに投稿する。システムの第2版では、UASAは自治体や都市が独自のサイトやソーシャルメディアアカウントを介して投稿した警報の公開データを収集する。次に、データを取得し、ソーシャルメディアのページに自動的に投稿する。
このプログラムはその後、ロシア軍の位置を示すマップ、2万4000を超える防空壕が掲載されたシェルターマップ、警報が発せられた理由を詳述するニュースフィードなどの機能を備えた新しいウェブサイトを立ち上げた。

## サポート地域
3月1日時点で、UASAはウクライナの全ての地域、市、村をサポートしている。

## ウェブサイト
2022年6月22日に開設された新サイトには、サイレンが鳴った場所を示す新しい空襲マップ、進行中の戦闘と損傷したインフラのマップ (紛争マップ)、国内の避難所のマップなどの機能が含まれている。 さらに、このサイトでは、Wifimap.io を介して近くのオープンなWi-Fiネットワークを見つけるためのツールを提供している。ユーザーは、サイトから特定の地域向けのSMSおよび電子メール通知に登録することもできる。
このサイトは、翻訳を支援したCLEAR Globalの国境なき翻訳者団や、ロシアの支配下にある地域、検問所、包囲下にある都市と町、破壊されたまたは損傷した橋、地雷原を示す紛争マップの作成を支援したオープン・ソース・インテリジェンスのオンラインコミュニティ「Project Owl」など、多くの組織と協力して開発された。